# Bartolomé de Olagüe (fray)
Fray Bartolomé de Olagüe (Santiago de Compostela, 24 de agosto de 1652- Madrid, 17 de octubre de 1722), fue un compositor y organista gallego, perteneciente a la Orden del Císter. 

## Vida
Era hijo de Bartolomé de Olagüe, canónigo y maestro de Capilla en la Catedral de Santiago, y de María Rodríguez. Hasta hace bien poco ambos músicos, padre e hijo, se confundían con uno solo, pero recientes investigaciones han discernido entre las dos figuras y establecido su relación de parentesco.
Entrará como novicio en el monasterio de Santa María de Sobrado dos Monxes de Sobrado, para el oficio de organista, el 27 de agosto de 1666, profesando al año siguiente, el 9 de octubre de 1667. Lo hizo, por tanto, con menos de 16 años, que era la edad mínima para requerida para profesar como monje de acuerdo con las prescripciones del Concilio de Trento (Sesión XXV, Capítulo XVI). Esto fue posible debido a la falsificación de la partida de nacimiento presentada a su entrada en Sobrado, expedida por el arcipreste de la ciudad de Santiago, en la que aparece como nacido en mayo de 1651. Gracias a esta partida falsa, y a las declaraciones de diversos músicos y dignidades eclesiásticas de la catedral de Santiago en su expediente de limpieza de sangre, entre ellas la del organista Benito de Alaraz, se hace patente que fray Bartolomé gozó de una especial protección por parte de los músicos y miembros del cabildo catedralicio. Quizá, al ser huérfano de padre desde los 6 años, fue cuidado y educado en ese entorno. Es también muy probable que el propio Benito de Alaraz, que había sido compañero de su padre ya desde los tiempos de este como maestro de capilla de la Catedral de Burgos, se encargase de su instrucción como músico de tecla.
Fray Bartolomé de Olagüe ejercerá como organista en Santa María de Sobrado por 40 años. Durante ese periodo será testigo de la reconstrucción de la iglesia monasterial y, también, de la construcción de un nuevo órgano, que estará acabado entre 1700 y 1701. Nada queda de este instrumento, pero es de suponer que Olagüe siguió de cerca su fabricación y también haría indicaciones y recomendaciones sobre sus características técnicas.
En algún momento del verano de 1707, cuando tenía 55 años de edad y era un músico en plena madurez, abandona su casa madre para trasladarse al monasterio de Santa Ana en Madrid, situado en la calle de San Bernardo, ya desaparecido. Este monasterio no solía admitir novicios, si no que se nutría con monjes provenientes de otras casas cistercienses. La elección de Olagüe para desempeñar el puesto de organista en el monasterio de la capital, puede ser una indicación de su habilidad como instrumentista y compositor, y de su prestigio dentro de la orden. No se tienen noticias de que abandone Madrid hasta el momento de su muerte, que sucede el 17 de octubre de 1722, como consta en el expolio de sus bienes que los monjes de Santa Ana remiten al monasterio de Sobrado.

## Obra
Fray Bartolomé de Olagüe es uno de los pocos organistas peninsulares del siglo XVII, de entre una miríada, de los que se conserva una cantidad respetable de obra. Se ha preservado en el Libro de Cyfra adonde se contem varios Jogos e Versos e Obras, e outras curiosidades de varios autores, que se conserva en la Biblioteca Municipal de Oporto. Se trata de un importante manuscrito de cifra para órgano, escrito por un músico portugués, pero que contiene sólo obras de autores hispanos (un total de 16, incluido el propio Olagüe) además de algunas anónimas. Se da la relevante circunstancia de que la obra de Olagüe ocupa algo más de la tercera parte de este manuscrito, además de estar situada casi toda al inicio del mismo. Además, está copiada casi sin ningún error. Este hecho ya había llamado la atención a algunos autores, en particular a Andrés Cea, quien en su tesis sobre la cifra hispana, indica que el Livro de Cyfra podría haber sido copiado en el entorno de Olagüe, si no por él mismo, por algún colega o discípulo. Con la ubicación de Olagüe en Galicia, en un monasterio donde, además, profesaron como organistas poco después de él algunos monjes portugueses, esta hipótesis parece reforzarse considerablemente. Se ha llegado a señalar incluso un hipotético autor, fray Diego Valverde, natural de Valencia de Miño y que profesa como organista en Santa María de Sobrado en 1719. Esta fecha es plenamente compatible tanto con el año aproximado en que Andrés Cea data el Livo de cyfra, alrededor de 1720, como con el origen monástico que le atribuye.
El listado de obras de Olagüe conservado en este manuscrito es el siguiente:
1. Obra de 1º Tom de Ambas as mãos
2. [Primeiro] Jogo de Versos de Todos os Tõns
3. Obra de 8º Tom de Cheo
4. [Segundo] Jogo de Versos de Todos os Tõns
5. Registo Alto de Dois Tiples
6. [Terceiro] Jogo de Versos
7. [Primeiro] Registo Alto de 1º Tom
8. Registo Baixo de 6º Tom
9. [Segundo] Registo Alto de 1º Tom
10. Registo Baixo de 1º Tom
11. Registo Alto de 4º Tom
12. Registo Alto de 6º Tom
13. [Primeiro] Registo Alto de 8º Tom, Airoso
14. Registo Alto de 3º Tom
15. [Segundo] Registo Alto de 8º Tom
16. Toada de 8º Tom de Dois Tiples
17. Entradas de 8º Tom
18. Entradas de 1º Tom
19. Variedades da Xácara de 1º Tom
20. Canção de 1º Tom
21. Entradas de 5º Tom
22. Entradas de 6º Tom
23. Pange Lingua de 5º Tom
24. Sacris Solemnis de 5º Tom.

No existe una edición moderna, comercial, del Livro de cyfra ni de la obra de fray Bartolomé de Olagüe, y en la actualidad la única manera de acercarse al mismo es a través de la tesis que el musicólogo norteamericano Barton Hudson dedicó a su estudio.